# Agrilus pauciguttatus
Agrilus pauciguttatus es una especie de insecto del género Agrilus, familia Buprestidae, orden Coleoptera.
Fue descrita científicamente por Saunders, 1867.